# Флаг Сан-Марино
Флаг Сан-Марино представляет собой прямоугольное полотнище с соотношением сторон 3:4, состоящее из двух горизонтальных равновеликих полос: верхней — белой и нижней — светло-голубой. В центр флага помещено изображение герба Сан-Марино — щита с изображением трёх башен — Гуаита, Честа и Монтале, окружённого ветвями дуба и лавра. Щит венчает корона, снизу расположена лента с девизом Сан-Марино — «Libertas» (Свобода).
Гражданский флаг отличается от официального тем, что не содержит герб в центре. Гражданский флаг получил особенно большое распространение после принятия спорного закона, который запрещал использование государственного герба гражданскими лицами. Последующие резолюции дали понять, что национальный флаг может быть использован любым человеком.
Последний раз флаг стандартизировался конституционным законом в 2011 году.